# ラスト・ドクター〜監察医アキタの検死報告〜
『ラスト・ドクター〜監察医アキタの検死報告〜』（ラスト・ドクター かんさついアキタのけんしほうこく）は、2014年7月11日から9月12日まで、毎週金曜日19:58 - 20:54にテレビ東京系の「金曜8時のドラマ」枠で放送された日本のテレビドラマ。テレビ東京開局50周年特別企画作品。
主演は寺脇康文で、テレビ東京の連続ドラマ初主演作でもある。解剖などによって死体の死因を明らかにしていく監察医の仕事をテーマとしている。

## あらすじ
関東監察医務院に勤務する秋田晋也は「生きている人間よりも死体の方が楽なので」と発言するような、変わり者の監察医。吉崎と共に遺体を検案・解剖し、死因や隠された真実を特定する。
死因としては事故死や病死が多いが、第4・7・最終話は他殺によるものであった。

## キャスト

### 関東監察医務院
秋田 晋也
演 - 寺脇康文
監察医。吉崎の指導係。他者から質問された内容をその場の状況や相手の心情を考慮せず、ただ正しい解答だけを伝えることで相手に誤解を与えてしまう。
吉崎 薫子
演 - 相武紗季
監察医見習い。臨床を違う視点から学ぶため、上司の命で東和大学病院救命救急センターから派遣される。
竹下 亮子
演 - YOU
検査科係長。
安田 圭介
演 - マキタスポーツ
監察医。同僚の秋田とは反りが合わない。
喜多川 良樹
演 - 小川真育
臨床検査技師。竹下の部下。通称「よっしー」。
和田 薫
演 - 美輪玲華
事務職員。
久保田 孝輔
演 - 梶原善
監察医専用車運転手。
山下 美恵子
演 - 戸田恵子
監察医補佐。
柳田 修平
演 - 伊東四朗
院長。

### 警視庁中央東警察署
山倉 正義
演 - 渡辺いっけい
刑事課刑事。
池田 優太
演 - 渡部秀
配属されたばかりの新人刑事。山倉の部下。

### その他
穂波
演 - 尾花貴絵
綾香
演 - 沢井美優
上記2名は吉崎の友達。

### ゲスト
複数話・単話登場の場合は演者名の横の括弧（）内に表記。
第1話
- 須山 利香（モデル） - 夏菜（幼少期：高城樹里）
- 後藤 由香（利香の双子の妹） - 夏菜（幼少期：高城紅里）
- 篠崎 孝介（衆議院議員） - 湯江健幸
- 冴子（病死した男性の前妻） - ちはる
- 田所（利香のストーカー） - 中村靖日
- 景子（病死した男性の後妻） - 小野真弓

第2話
- 立花 有美（森村の婚約者・料理研究家） - 小野ゆり子
- 森村 健一（建築コンサルタント） - 賀集利樹
- 西田（中央東警察署交通課係長） - きたろう
- 坂田（建築家） - 鈴之助

第3話
- 志田 早苗（悦子の娘・ナレーター） - 星野真里（少女期：原涼子）
- 志田 悦子（アルコール使用障害患者） - 秋野暢子
- 吉崎 久子（薫子の母） - 丘みつ子
- 園山 修司（早苗の婚約者・あおい製薬営業部社員） - 崎本大海
- 松田（悦子の担当医） - とむ畑中

第4話
- 村井 佳幸（秋田の大学時代の後輩医師） - 葛山信吾
- 吉川 みどり（あかねの姉） - 酒井美紀
- 木下（あかねの担当医） - ドロンズ石本
- 岸本 あかね（ライター） - 早織
- 白井 睦美（村井の婚約者・病院長の娘） - 相馬絵美

第5話
- 沼田 陽子（伸治の妻） - 須藤理彩
- 沼田 伸治（友部製作所技術課長） - 高橋和也
- ラーメン屋の店主 - 大友康平
- 沼田真美（伸治の娘・仮面女子のファン） - 八木優希
- 奥田（北浜水産作業員） - 土井よしお
- 仮面女子（地下アイドル） - 立花あんな、森カノン、桜雪、渡辺まあり、黒瀬サラ、新矢皐月、澤田リサ

第6話
- 阿部 幸四郎（日本画家） - 大杉漣
- 三崎 亜都美（幸四郎の世話係） - 南沢奈央（少女期：川島鈴遥）
- 守衛 - 森本レオ
- 阿部 真治（幸四郎の息子） - 伊東孝明
- 山内 浩二（造型作家） - 飯田基祐

第7話
- 菊野（芸者） - 東ちづる（特別出演）
- 小磯（芸者） - 黒川智花
- 深雪 / 松下 美奈（芸者） - 上野なつひ
- 千代（芸者） - 小松彩夏
- あやめ（芸者） - 栗城亜衣
- 真下 浩一（深雪の不倫相手） - 俊藤光利
- 佳乃（芸者） - 桜まゆみ
- 桃音（芸者） - 朝井彩加

第8話
- 増田 奈美子（達也の母） - 雛形あきこ
- 川村 正枝（増田家の近隣住民） - 内海桂子
- 福山 真治（薫子の見合い相手・結婚詐欺師） - 袴田吉彦（最終話）
- 山下 真由子（美恵子の娘） - 吉田里琴
- 増田 達也（引きこもり少年） - 広田亮平
- 篠原 正樹（児童淫行加害者） - 阿久津愼太郎

最終話
- 川田 玲子（秋田の元妻・弁護士） - 草刈民代
- 進藤 和弘（傷害致死事件被疑者・花屋店長） - 岡田義徳
- まさみ（福山の元妻） - 岩崎ひろみ
- 中田 佳代子（中田の妻） - 遊井亮子
- 横田 春臣（検事） - 東根作寿英
- 中田 正弘（傷害致死事件被害者） - 春田純一
- 加藤 由紀（福山の婚約者） - 三津谷葉子

## スタッフ
- 脚本 - 尾崎将也、武田有起、関えり香
- 音楽 - 窪田ミナ
- 監督 - 水谷俊之、藤尾隆、金澤友也
- 主題歌 - 桐嶋ノドカ「Wahの歌」（A-Sketch）[3]
- リサーチ・脚本・プロット協力 - 澤田文、沼津そうる、三和みわ
- 助監督 - 荒川栄二、増間高志、後藤良周、濱野達郎、山城達郎
- タイトルバック・CG - 田中貴志、堀尾知徳
- サウンドデザイン - 石井和之
- 法医学監修 - 佐藤喜宣（杏林大学医学部法医学教室教授）
- 取材協力 - 大阪府監察医事務所、公益財団法人井之頭病院
- 顕微鏡映像 - 日立ハイテクノロジーズ
- 絵画協力 - 田村吉康（第6話）
- 技術協力 - フォーチュン
- 美術協力 - BEENS
- 編成 - 反町豊
- チーフプロデューサー - 岡部紳二（テレビ東京）
- プロデューサー -  中川順平、阿部真士（テレビ東京） / 黒沢淳（テレパック）
- ラインプロデューサー - 荻原達
- プロデューサー補 - 神田忠輔、倉地雄大、小林孝道、越田香苗
- 製作 - テレビ東京、テレパック

## 放送日程
| 各話                                                      | 放送日  | サブタイトル | 脚本              | 監督     | 視聴率 |
| --------------------------------------------------------- | ------- | --- | ----------------- | -------- | ------ |
| 第1話                                                     | 7月11日 | 死人に口なしなんてない! 変人監察医が紐解く最期のメッセージ 転落死の美人モデルが生きている!? 右手の硬直に秘められた謎!!                      | 尾崎将也          | 水谷俊之 | 7.0%   |
| 第2話                                                     | 7月18日 | 変人監察医が見抜く正体不明の凶器とは!? 亡き婚約者から届いた涙のメール                                                                       | 尾崎将也          | 水谷俊之 | 5.8%   |
| 第3話                                                     | 7月25日 | 監察医が見破る疑惑のアルコール中毒死! 保険金1億円!! 母娘の切れた絆…                                                                         | 武田有起 尾崎将也 | 藤尾隆   | 7.0%   |
| 第4話                                                     | 8月01日 | 監察医が挑む自宅でエコノミークラス症候群の謎! 病死それとも完全犯罪!?                                                                        | 尾崎将也          | 金澤友也 | 6.9%   |
| 第5話                                                     | 8月08日 | 監察医が謎解く夫の浮気疑惑! ラーメンのナルトに秘められた涙の真相は!?                                                                        | 尾崎将也          | 藤尾隆   | 5.2%   |
| 第6話                                                     | 8月22日 | 死亡推定時刻48時間の誤差! 監察医が暴く巨額遺産の裏事情!!                                                                                    | 関えり香 尾崎将也 | 水谷俊之 | 5.8%   |
| 第7話                                                     | 8月29日 | 監察医が挑む時間差死亡の謎! 疑惑の芸者凶器は三味線の糸!?                                                                                    | 尾崎将也          | 金澤友也 | 5.2%   |
| 第8話                                                     | 9月05日 | 監察医が暴く疑惑の溺死 水深"15センチ" 母と子の切れかけた絆を救う涙…                                                                         | 尾崎将也          | 藤尾隆   | 5.2%   |
| 最終話                                                    | 9月12日 | 天才監察医がまさかの検死ミス!? 弁護士の元妻と因縁の法廷対決 詐欺師の遺書に疑惑のメッセージ! 殺人犯は冤罪か!? 控訴期限48時間! 逆転判決の行方 | 尾崎将也          | 水谷俊之 | 8.4%   |
| 平均視聴率 6.5%（視聴率は関東地区・ビデオリサーチ社調べ） |         | |                   |          |        |

- 第1話・最終話は2時間スペシャル。再放送では分割で放送。
- 第3話はテレビ東京同時ネット局のうちテレビ大阪に限り、7月26日の同時刻に振り替え（自社制作特番『天神祭生中継2014』のため）。